# Sainte-Mère
Sainte-Mère (Senta Mèra en gascon) est une commune française située dans le nord-est du département du Gers en région Occitanie. Sur le plan historique et culturel, la commune est dans la Lomagne, une ancienne circonscription de la province de Gascogne ayant titre de vicomté, surnommée « Toscane française ».
Exposée à un climat océanique altéré, elle est drainée par le ruisseau de Rioucot et par divers autres petits cours d'eau.
Sainte-Mère est une commune rurale qui compte 204 habitants en 2022, après avoir connu un pic de population de 454 habitants en 1841.  Elle fait partie de l'aire d'attraction de Lectoure. Ses habitants sont appelés les Sainte-Mérois ou  Sainte-Méroises.
Le patrimoine architectural de la commune comprend deux  immeubles protégés au titre des monuments historiques : le château du Clot, inscrit en 1973, et le château, classé en 1977.

## Géographie

### Localisation
Sainte-Mère est une commune située dans le Brulhois.

### Communes limitrophes
Les communes limitrophes sont  Castet-Arrouy, Gimbrède, Lectoure, Miradoux, Saint-Avit-Frandat et Sempesserre.
| Sempesserre        |             | Gimbrède      |
|                    | Sainte-Mère | Miradoux      |
| Saint-Avit-Frandat | Lectoure    | Castet-Arrouy |

### Géologie et relief
Sainte-Mère se situe en zone de sismicité 1 (sismicité très faible).

### Hydrographie

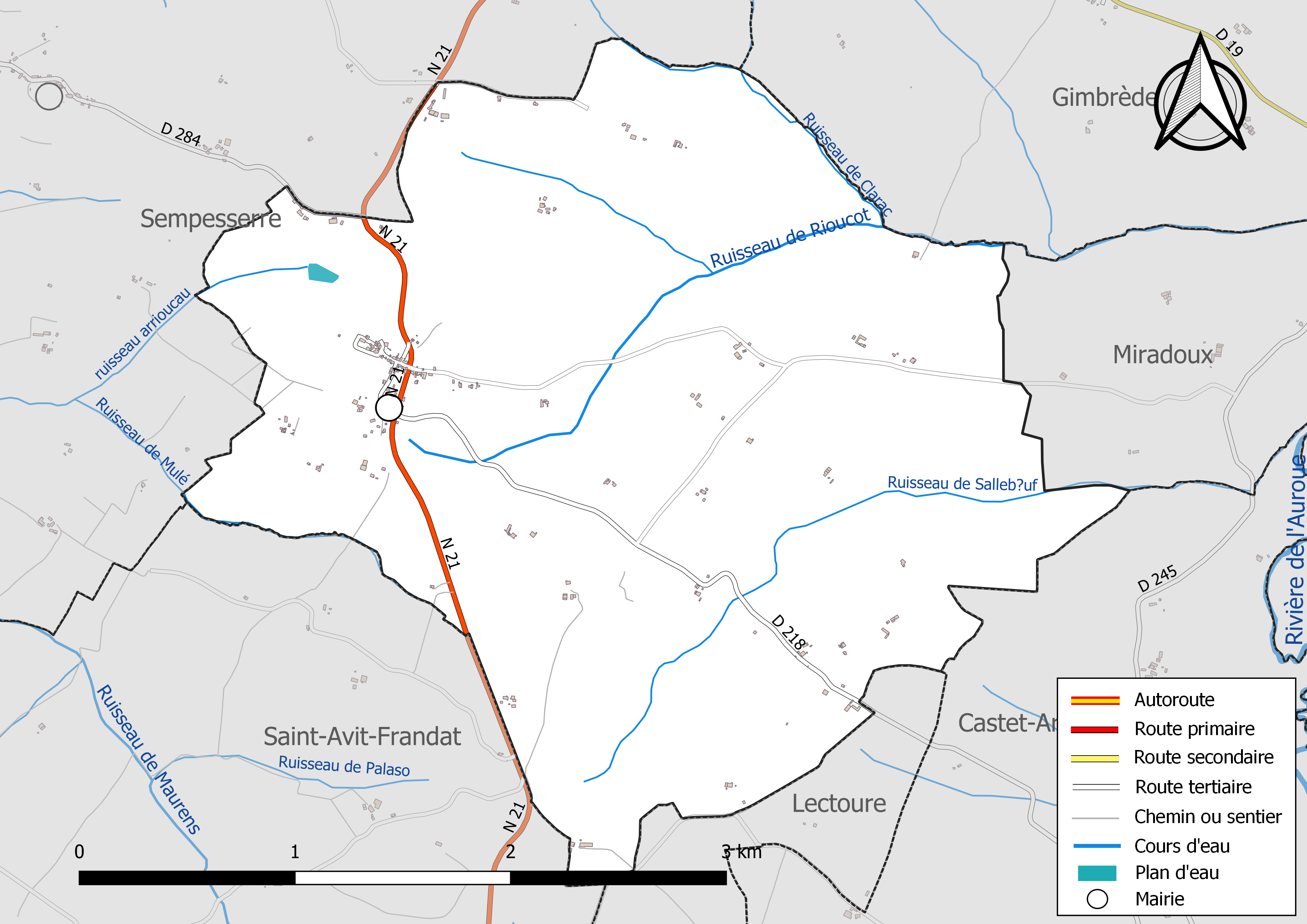
Réseaux hydrographique et routier de Sainte-Mère.

La commune est dans le bassin de la Garonne, au sein du bassin hydrographique Adour-Garonne. Elle est drainée par le ruisseau de Rioucot, le ruisseau arrioucau, le ruisseau de Clarac, le ruisseau de Mulé, le ruisseau de Salleboeuf et par deux petits cours d'eau, qui constituent un réseau hydrographique de 10 km de longueur totale,.

### Climat
Pour des articles plus généraux, voir Climat de l'Occitanie et Climat du Gers.
En 2010, le climat de la commune est de type climat du Bassin du Sud-Ouest, selon une étude s'appuyant sur une série de données couvrant la période 1971-2000. En 2020, Météo-France publie une typologie des climats de la France métropolitaine dans laquelle la commune est exposée à un climat océanique altéré et est dans la région climatique Aquitaine, Gascogne, caractérisée par une pluviométrie abondante au printemps, modérée en automne, un faible ensoleillement au printemps, un été chaud (19,5 °C), des vents faibles, des brouillards fréquents en automne et en hiver et des orages fréquents en été (15 à 20 jours).
Pour la période 1971-2000, la température annuelle moyenne est de 13,3 °C, avec une amplitude thermique annuelle de 15,5 °C. Le cumul annuel moyen de précipitations est de 756 mm, avec 10,2 jours de précipitations en janvier et 6,3 jours en juillet. Pour la période 1991-2020, la température moyenne annuelle observée sur la station météorologique la plus proche, située sur la commune de Mauroux à 15 km à vol d'oiseau, est de 14,0 °C et le cumul annuel moyen de précipitations est de 677,6 mm,. Pour l'avenir, les paramètres climatiques de la commune estimés pour 2050 selon différents scénarios d'émission de gaz à effet de serre sont consultables sur un site dédié publié par Météo-France en novembre 2022.

### Milieux naturels et biodiversité
Aucun espace naturel présentant un intérêt patrimonial n'est recensé sur la commune dans l'inventaire national du patrimoine naturel,,.

## Urbanisme

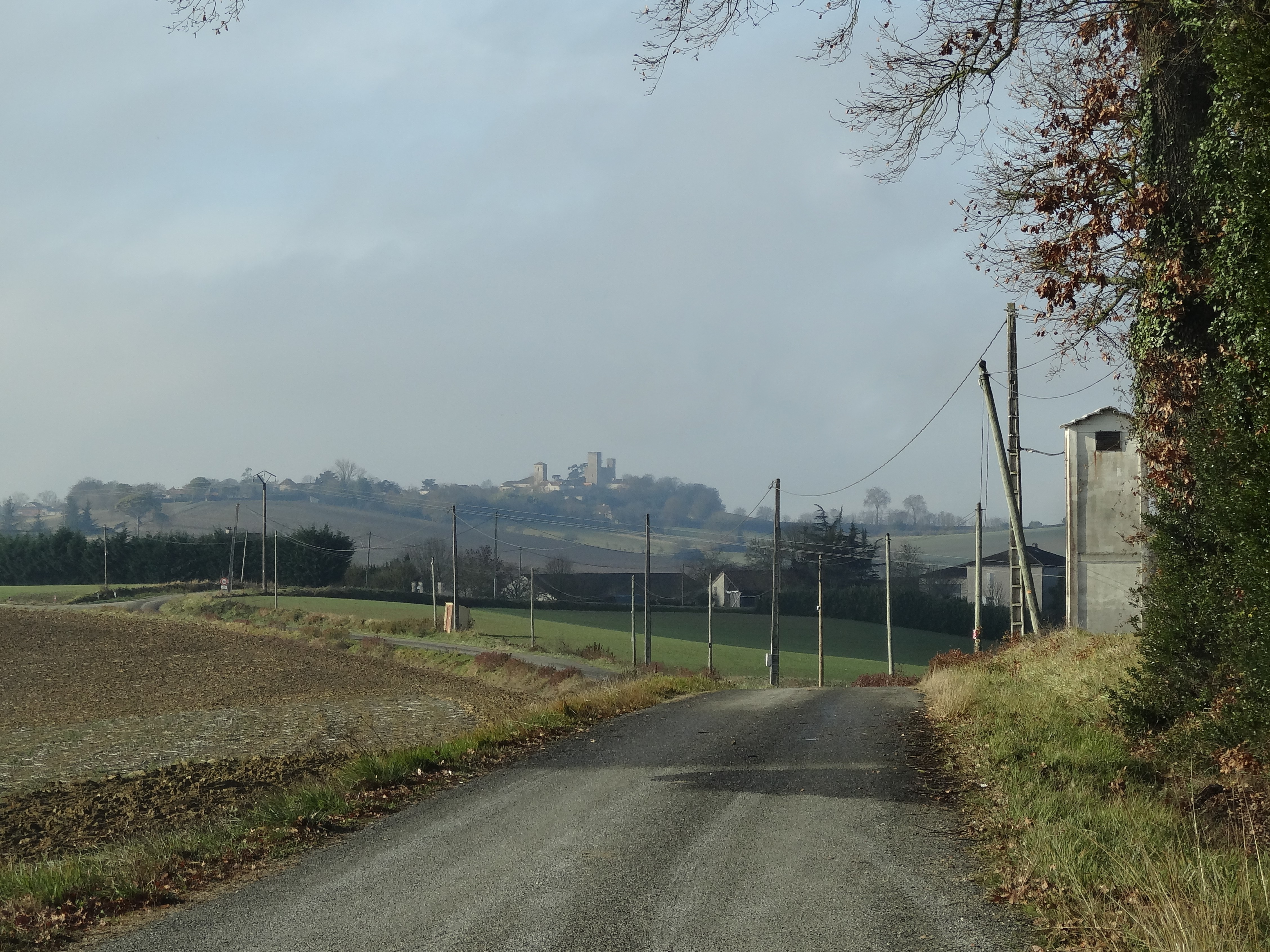
Vue est de Sainte-Mère. La commune s'inscrit dans un cadre rural.

### Typologie
Au 1er janvier 2024, Sainte-Mère est catégorisée commune rurale à habitat très dispersé, selon la nouvelle grille communale de densité à sept niveaux définie par l'Insee en 2022.
Elle est située hors unité urbaine. Par ailleurs la commune fait partie de l'aire d'attraction de Lectoure, dont elle est une commune de la couronne,. Cette aire, qui regroupe 13 communes, est catégorisée dans les aires de moins de 50 000 habitants,.

### Occupation des sols
L'occupation des sols de la commune, telle qu'elle ressort de la base de données européenne d’occupation biophysique des sols Corine Land Cover (CLC), est marquée par l'importance des territoires agricoles (95,1 % en 2018), une proportion identique à celle de 1990 (95,1 %). La répartition détaillée en 2018 est la suivante : 
terres arables (89,8 %), zones agricoles hétérogènes (5,3 %), forêts (4,9 %). L'évolution de l’occupation des sols de la commune et de ses infrastructures peut être observée sur les différentes représentations cartographiques du territoire : la carte de Cassini (XVIIIe siècle), la carte d'état-major (1820-1866) et les cartes ou photos aériennes de l'IGN pour la période actuelle (1950 à aujourd'hui).

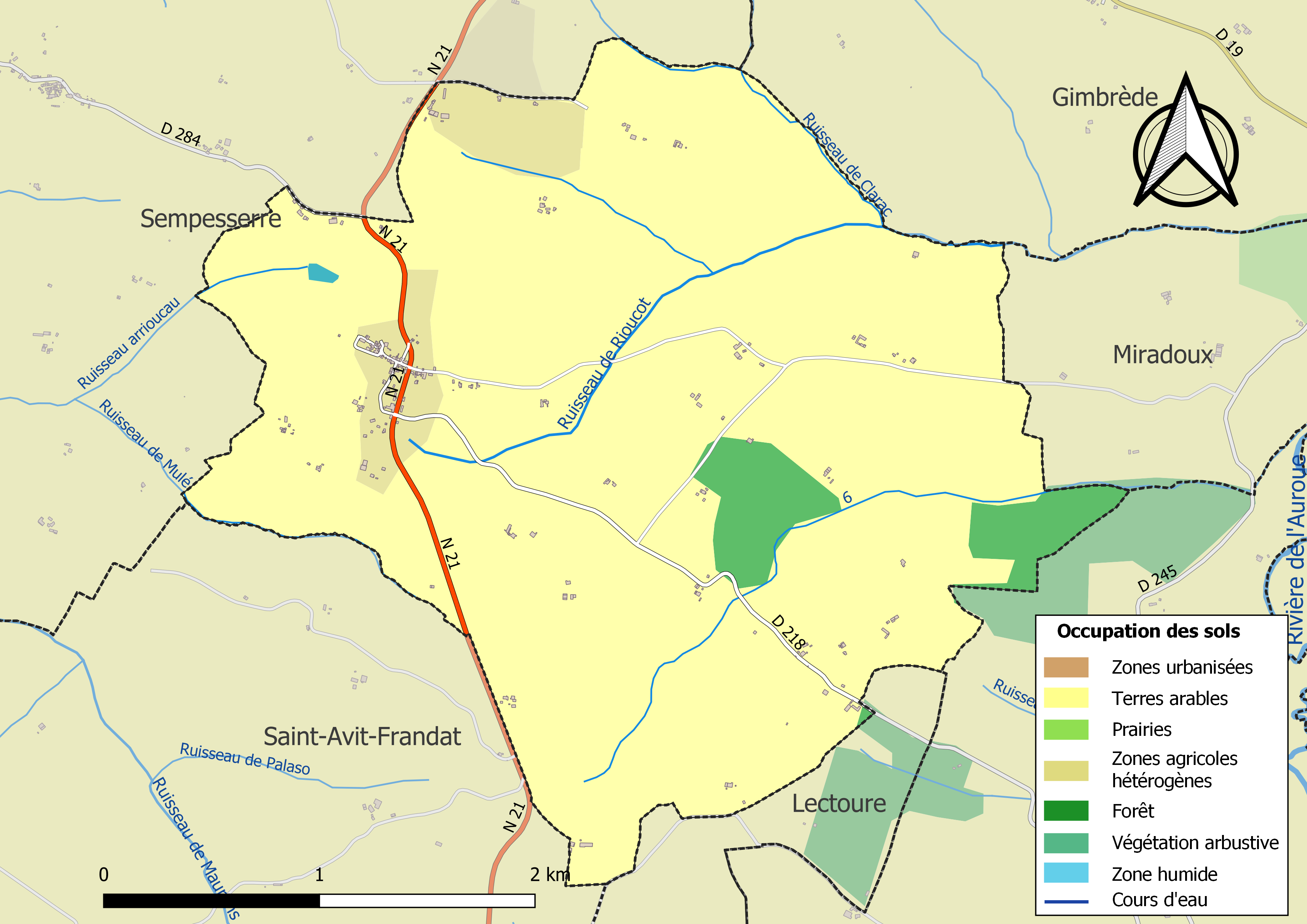
Carte des infrastructures et de l'occupation des sols de la commune en 2018 (CLC).

### Risques majeurs
Le territoire de la commune de Sainte-Mère est vulnérable à différents aléas naturels : météorologiques (tempête, orage, neige, grand froid, canicule ou sécheresse) et séisme (sismicité très faible). Un site publié par le BRGM permet d'évaluer simplement et rapidement les risques d'un bien localisé soit par son adresse soit par le numéro de sa parcelle.

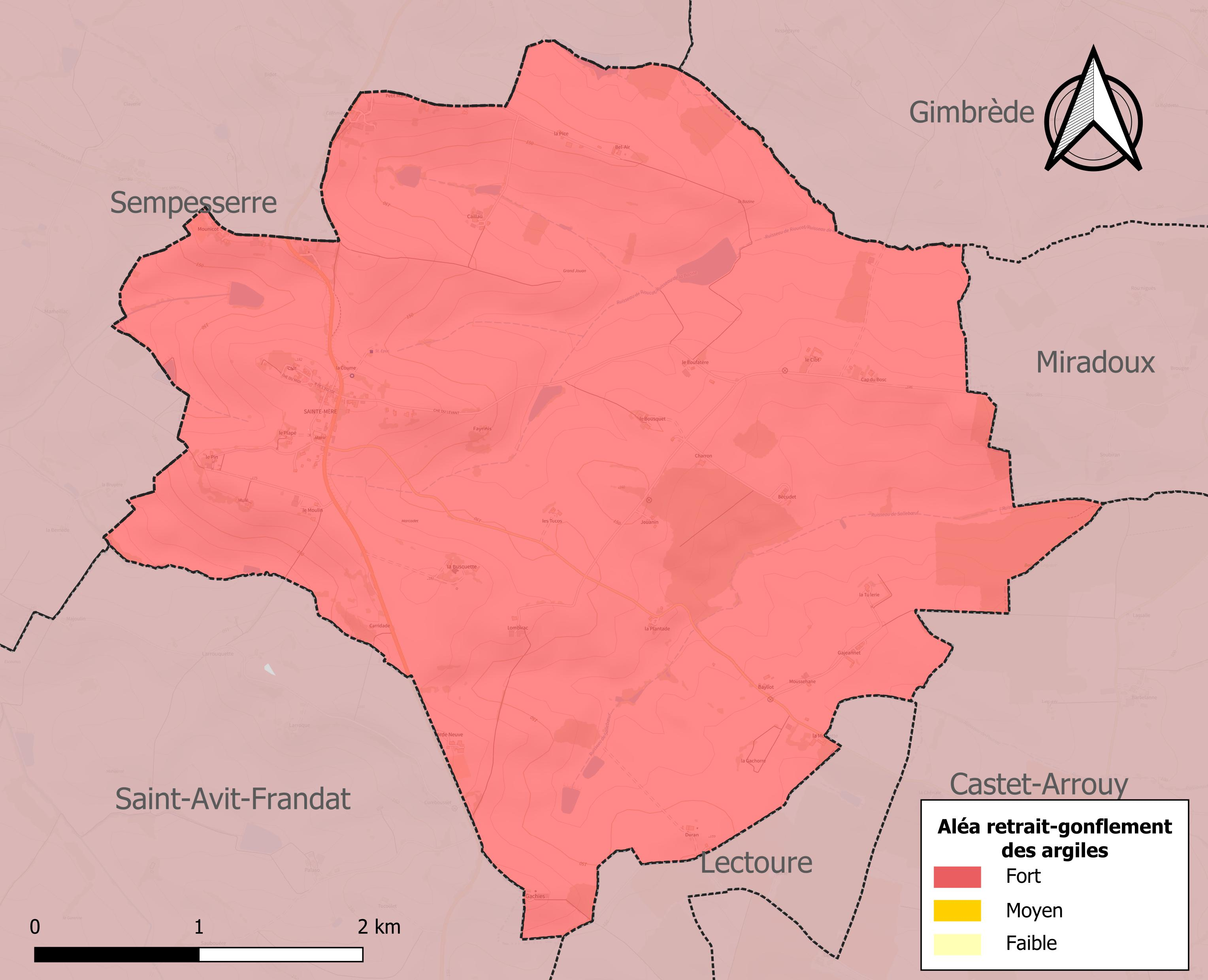
Carte des zones d'aléa retrait-gonflement des sols argileux de Sainte-Mère.

Le retrait-gonflement des sols argileux est susceptible d'engendrer des dommages importants aux bâtiments en cas d’alternance de périodes de sécheresse et de pluie. La totalité de la commune est en aléa moyen ou fort (94,5 % au niveau départemental et 48,5 % au niveau national). Sur les 115 bâtiments dénombrés sur la commune en 2019, 115 sont en aléa moyen ou fort, soit 100 %, à comparer aux 93 % au niveau départemental et 54 % au niveau national. Une cartographie de l'exposition du territoire national au retrait gonflement des sols argileux est disponible sur le site du BRGM,.
Par ailleurs, afin de mieux appréhender le risque d’affaissement de terrain, l'inventaire national des cavités souterraines permet de localiser celles situées sur la commune.
La commune a été reconnue en état de catastrophe naturelle au titre des dommages causés par les inondations et coulées de boue survenues en 1988, 1999 et 2009. Concernant les mouvements de terrains, la commune a été reconnue en état de catastrophe naturelle au titre des dommages causés par la sécheresse en 1989, 1993, 2002, 2003, 2011 et 2016 et par des mouvements de terrain en 1999.

## Politique et administration

### Liste des maires
| Période                                  | Période  | Identité           | Étiquette | Qualité |
| ---------------------------------------- | -------- | ------------------ | --------- | ------- |
| 1965                                     | 1977     | Baxeras            |           |         |
| 1977                                     | 1989     | Bessieres          |           |         |
| 1989                                     | 2001     | Nogues             |           |         |
| mars 2001                                | 2008     | Marc Glaude        |           |         |
| mars 2008                                | 2014     | Joselyne Labole    |           |         |
| mars 2014                                | En cours | Philippe Battiston |           |         |
| Les données manquantes sont à compléter. |          |                    |           |         |

## Population et société

### Démographie
L'évolution du nombre d'habitants est connue à travers les recensements de la population effectués dans la commune depuis 1793. Pour les communes de moins de 10 000 habitants, une enquête de recensement portant sur toute la population est réalisée tous les cinq ans, les populations de référence des années intermédiaires étant quant à elles estimées par interpolation ou extrapolation. Pour la commune, le premier recensement exhaustif entrant dans le cadre du nouveau dispositif a été réalisé en 2004.

En 2022, la commune comptait 204 habitants, en évolution de −6,42 % par rapport à 2016 (Gers : +1,04 %, France hors Mayotte : +2,11 %).
| 1793 | 1800 | 1806 | 1821 | 1831 | 1841 | 1846 | 1851 | 1856 |
| ---- | ---- | ---- | ---- | ---- | ---- | ---- | ---- | ---- |
| 395  | 396  | 415  | 410  | 450  | 454  | 451  | 401  | 430  |

| 1861 | 1866 | 1872 | 1876 | 1881 | 1886 | 1891 | 1896 | 1901 |
| ---- | ---- | ---- | ---- | ---- | ---- | ---- | ---- | ---- |
| 377  | 370  | 359  | 343  | 345  | 325  | 302  | 300  | 285  |

| 1906 | 1911 | 1921 | 1926 | 1931 | 1936 | 1946 | 1954 | 1962 |
| ---- | ---- | ---- | ---- | ---- | ---- | ---- | ---- | ---- |
| 290  | 255  | 220  | 251  | 257  | 266  | 234  | 250  | 236  |

| 1968 | 1975 | 1982 | 1990 | 1999 | 2004 | 2006 | 2009 | 2014 |
| ---- | ---- | ---- | ---- | ---- | ---- | ---- | ---- | ---- |
| 205  | 197  | 173  | 172  | 182  | 194  | 187  | 204  | 215  |

| 2019 | 2022 | - | - | - | - | - | - | - |
| ---- | ---- | - | - | - | - | - | - | - |
| 209  | 204  | - | - | - | - | - | - | - |

## Économie

### Revenus
En 2018  (données Insee publiées en septembre 2021), la commune compte 88 ménages fiscaux, regroupant 207 personnes. La médiane du revenu disponible par unité de consommation est de 18 770 € (20 820 € dans le département).

### Emploi
|                | 2008  | 2013  | 2018  |
| -------------- | ----- | ----- | ----- |
| Commune        | 5,3 % | 7,8 % | 9,1 % |
| Département    | 6,1 % | 7,5 % | 8,2 % |
| France entière | 8,3 % | 10 %  | 10 %  |

En 2018, la population âgée de 15 à 64 ans s'élève à 123 personnes, parmi lesquelles on compte 76 % d'actifs (66,9 % ayant un emploi et 9,1 % de chômeurs) et 24 % d'inactifs,. En  2018, le taux de chômage communal (au sens du recensement) des 15-64 ans est supérieur à celui du département, mais inférieur à celui de la France, alors qu'il était inférieur à celui du département et de la France en 2008.
La commune fait partie de la couronne de l'aire d'attraction de Lectoure, du fait qu'au moins 15 % des actifs travaillent dans le pôle,. Elle compte 32 emplois en 2018, contre 53 en 2013 et 53 en 2008. Le nombre d'actifs ayant un emploi résidant dans la commune est de 84, soit un indicateur de concentration d'emploi de 38,5 % et un taux d'activité parmi les 15 ans ou plus de 55,6 %.
Sur ces 84 actifs de 15 ans ou plus ayant un emploi, 19 travaillent dans la commune, soit 23 % des habitants. Pour se rendre au travail, 84,3 % des habitants utilisent un véhicule personnel ou de fonction à quatre roues, 3,6 % s'y rendent en deux-roues, à vélo ou à pied et 12 % n'ont pas besoin de transport (travail au domicile).

### Activités hors agriculture
16 établissements sont implantés  à Sainte-Mère au 31 décembre 2019.
Le secteur du commerce de gros et de détail, des transports, de l'hébergement et de la restauration est prépondérant sur la commune puisqu'il représente 31,3 % du nombre total d'établissements de la commune (5 sur les 16 entreprises implantées  à Sainte-Mère), contre 27,7 % au niveau départemental.

### Agriculture
La commune est dans la Lomagne, une petite région agricole occupant le nord-est du département du Gers. En 2020, l'orientation technico-économique de l'agriculture  sur la commune est la culture de céréales et/ou d'oléoprotéagineuses.
|               | 1988  | 2000  | 2010 | 2020  |
| ------------- | ----- | ----- | ---- | ----- |
| Exploitations | 26    | 20    | 14   | 14    |
| SAU (ha)      | 1 213 | 1 167 | 984  | 1 188 |

Le nombre d'exploitations agricoles en activité et ayant leur siège dans la commune est passé de 26 lors du recensement agricole de 1988  à 20 en 2000 puis à 14 en 2010 et enfin à 14 en 2020, soit une baisse de 46 % en 32 ans. Le même mouvement est observé à l'échelle du département qui a perdu pendant cette période 51 % de ses exploitations,. La surface agricole utilisée sur la commune a également diminué, passant de 1 213 ha en 1988 à 1 188 ha en 2020. Parallèlement la surface agricole utilisée moyenne par exploitation a augmenté, passant de 47 à 85 ha.

## Culture locale et patrimoine

### Lieux et monuments
- Château gascon (XIIIe siècle) caractéristique, ancienne propriété et résidence des évêques de Lectoure.

- Château du Clot

Le château du Clot
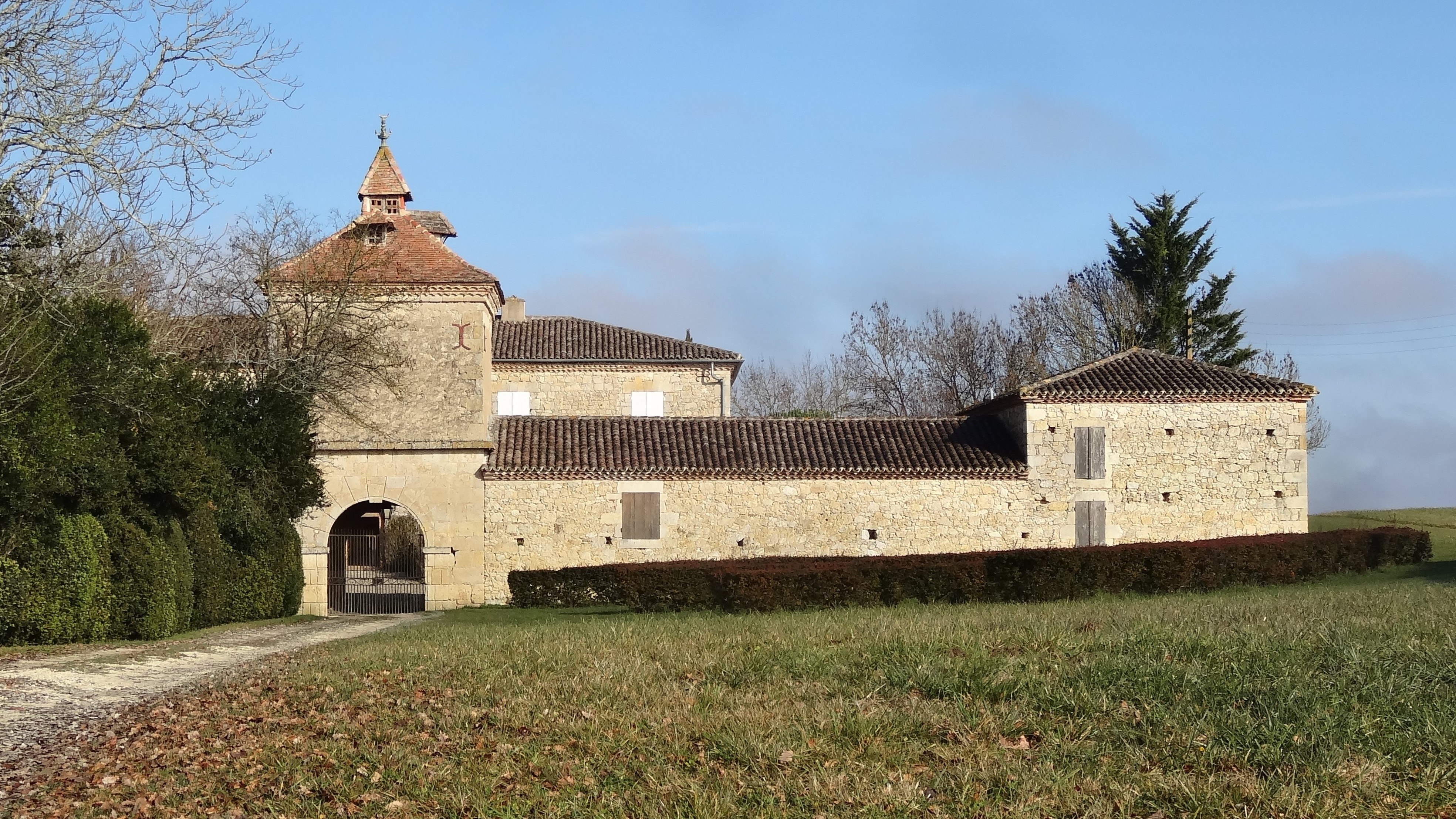
Vue sud de l'édifice.
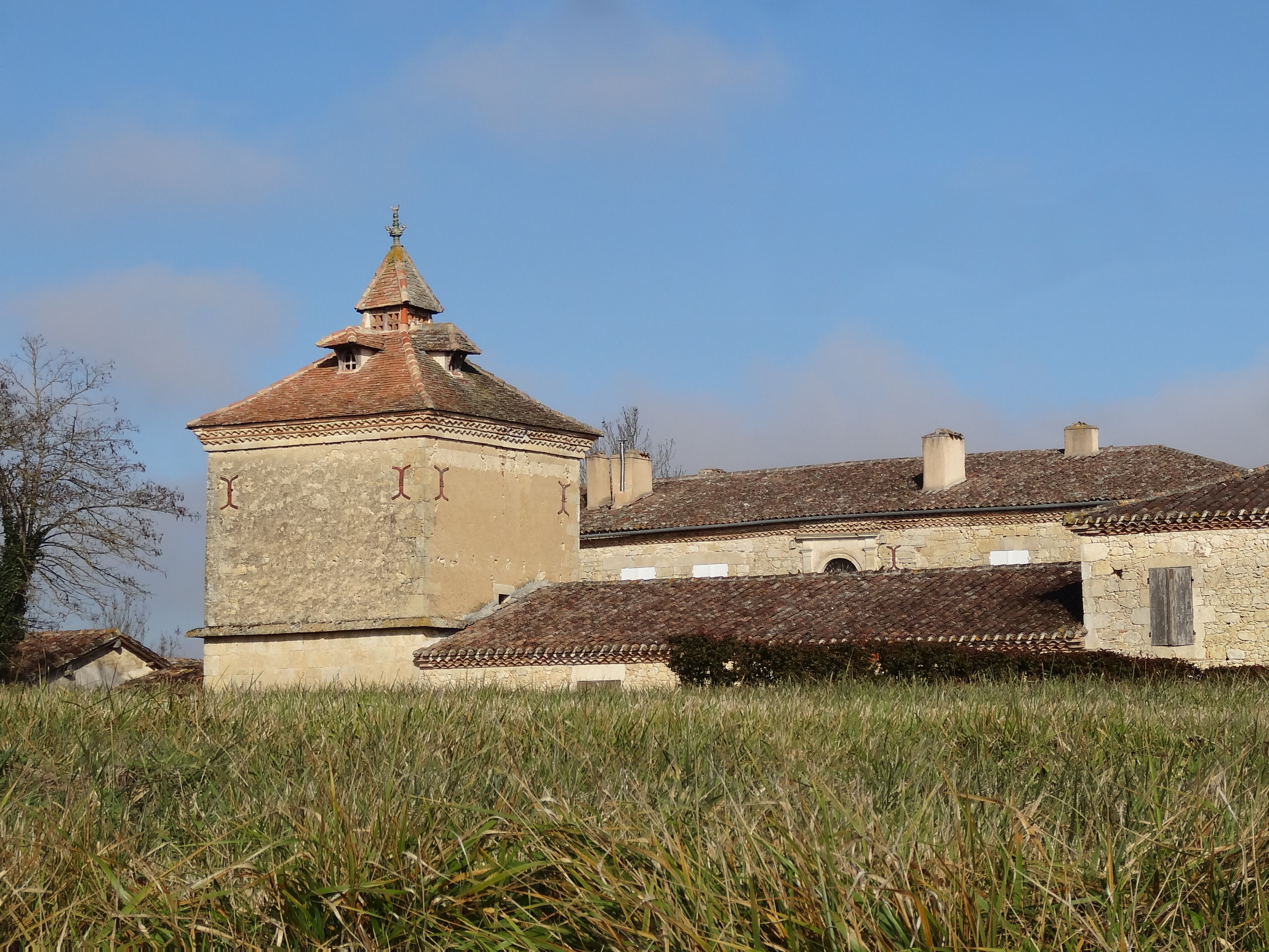
Le pigeonnier porche.

- Église Sainte-Mère.

Autres lieux et monuments
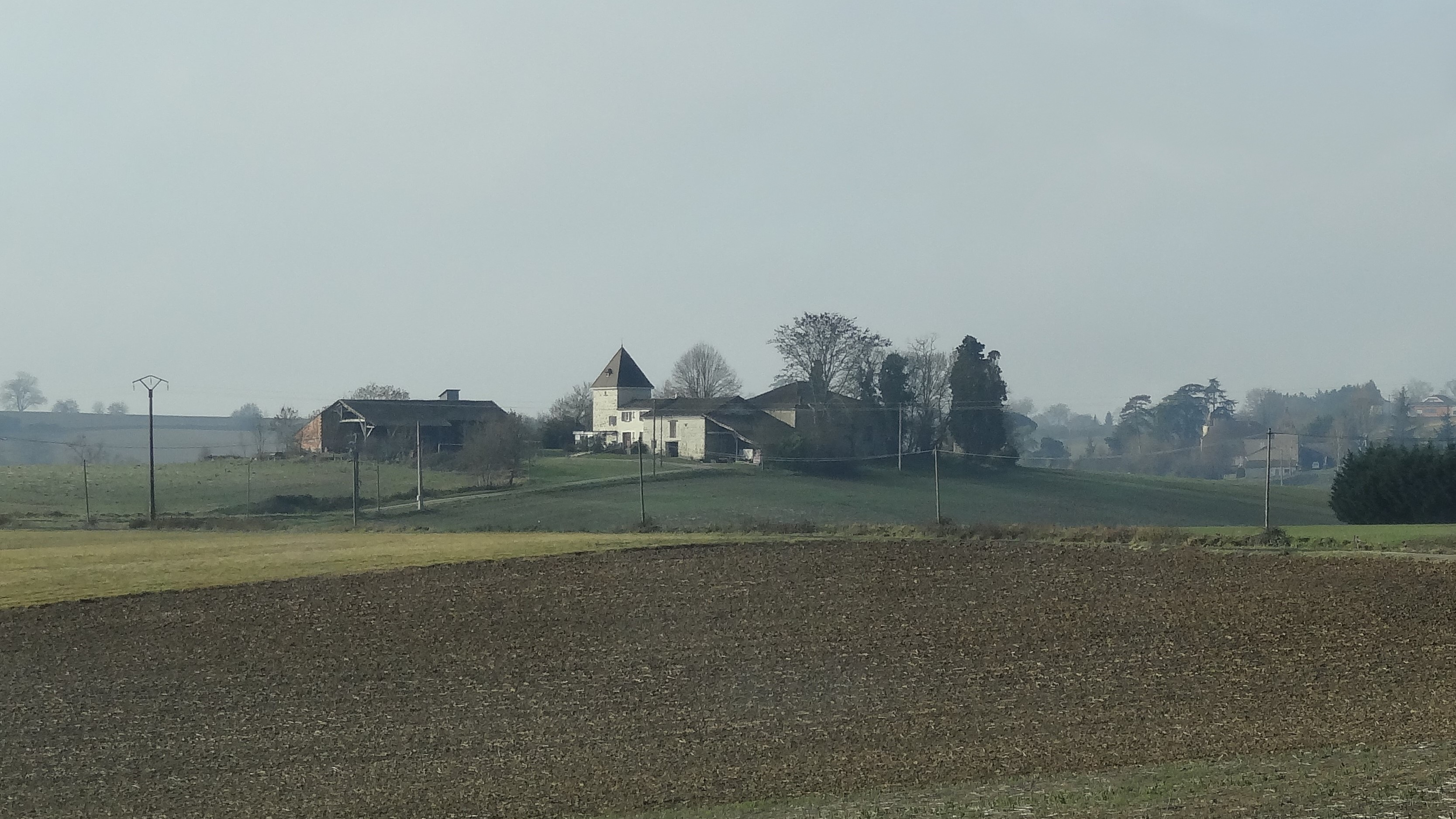
Pigeonnier.
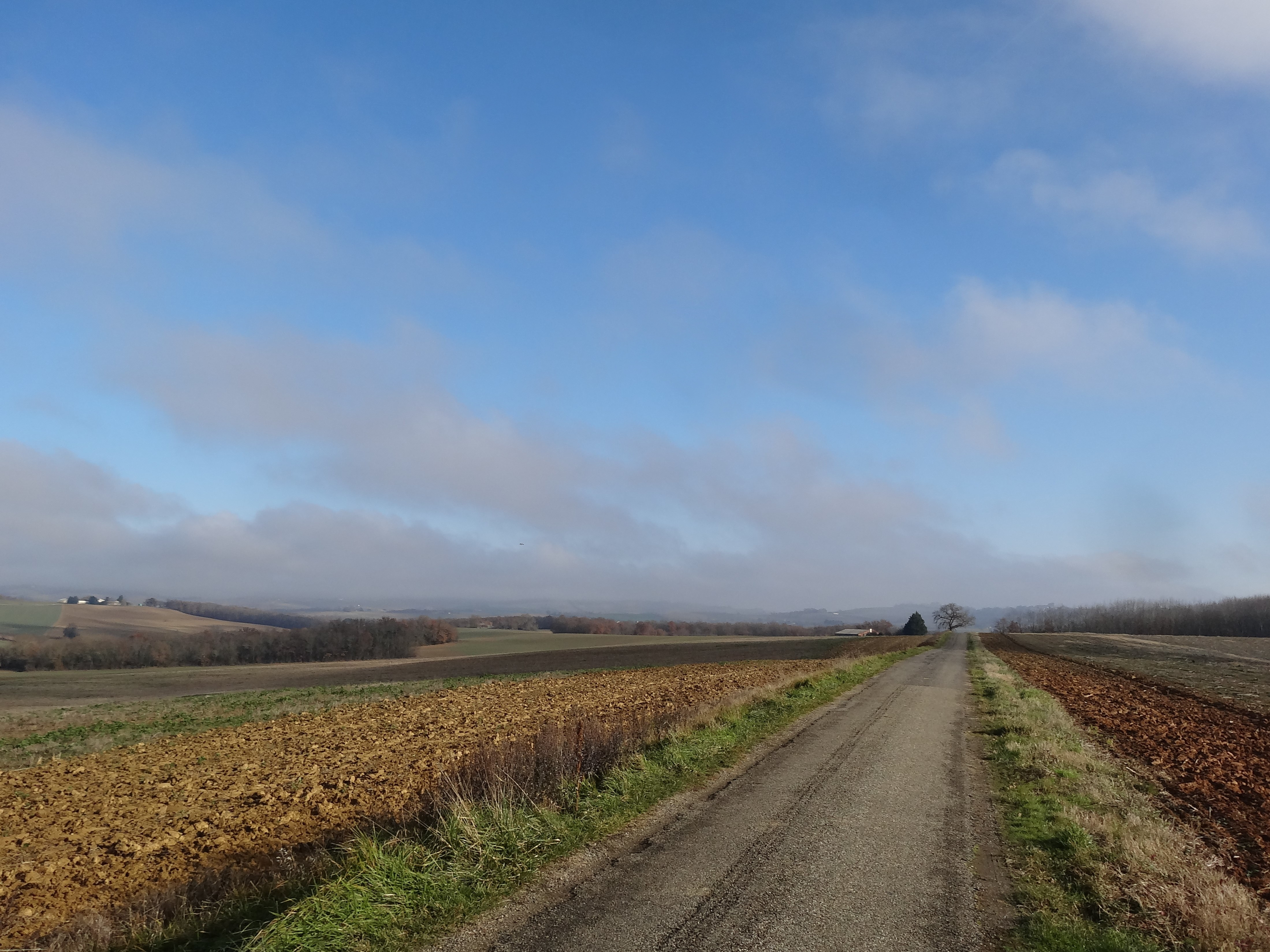
Route de crête en direction de Miradoux.

### Héraldique
| Blason de Sainte-Mère | Blason  | D'azur à la barre de gueules bordée d'or, chargée d'une crosse épiscopale du même et accompagnée en chef d'une croix latine d'or et en pointe d'un château du même à deux tours carrées, celle de senestre plus haute, ouvert et ajouré du champ. |
| Blason de Sainte-Mère | Détails | Le statut officiel du blason reste à déterminer. |